# ميكوروت
مِكُورُوت (بالعبرية: מְקוֹרוֹת؛ معناها عيون) هي شركة المياه الوطنية من إسرائيل وكالة البلاد العليا لإدارة المياه. تأسست في عام 1937 ، وهي تزود إسرائيل بنسبة 90 ٪ من مياه الشرب وتدير شبكة إمدادات مياه عبر البلاد تعرف باسم الناقل الوطني للمياه. دخلت شركة ميكوروت والشركات التابعة لها في شراكة مع العديد من البلدان حول العالم في مجالات تشمل تحلية المياه وإدارة المياه.

## روابط خارجية
- موقع ميكوروت